# Наїм Фрашері (актор)
Наїм Фрашері — албанський актор театру і кіно. Закінчив Вищу школу імені Кемала Стафа.

## Вибіркова фільмографія
- «Фуртуна» (1959, Арбен)
- Старі рани (1969)